# 東方粗犁鰻
東方粗犁鰻，為輻鰭魚綱鰻鱺目糯鰻亞目蛇鰻科的其中一種，分布於印度西太平洋區，從東非至大溪地島的海水、淡水、半鹹水水域，體長可達36公分，棲息在沿海、河口區，屬肉食性，生活習性不明。
其种加词“orientalis”意为“东方的”。